# Tarasque

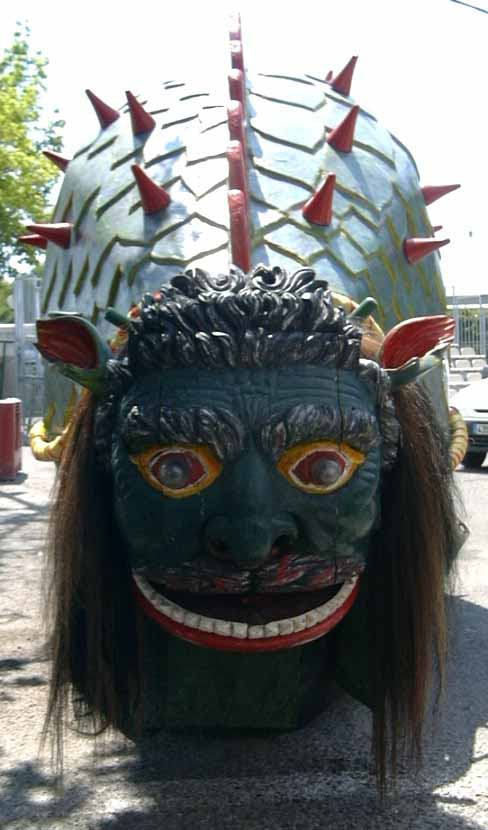
Umzugswagen

Die Tarasque ist der Drache, dem der Sage nach die südfranzösische Stadt Tarascon ihren Namen verdankt. Im 12. Jahrhundert verbreitete sich die Überlieferung um die Tarasca, das von der Heiligen Martha bezwungene Ungeheuer (1187 Auffindung der Martha-Reliquien, Neuerrichtung der 1197 geweihten Kirche Sainte-Marthe). Bis heute wird die Zähmung des Drachen durch die Jungfrau jedes Jahr zu Pfingsten mit einem Umzug gefeiert.

## Überlieferung
Tarascon war vormals ein kleines Dorf namens Nerluc. Dort trieb ein riesiger Drache mit blau schimmernden, stählernen Schuppen sein Unwesen. Der Drache verschlang sowohl Vieh als auch Wanderer und Jungfrauen. Er zerstörte das Land und die Höfe der Bauern. Die Bewohner von Nerluc waren verzweifelt und wollten sich von der Tyrannei der Tarasque, wie der Drachen genannt wurde, befreien. Also marschierten sechzehn der tapfersten Männer an die Ufer des Flusses, in dem sich die Tarasque befand, der Rhone, um ihn zu bekämpfen, jedoch ohne Erfolg. Die Hälfte der Männer wurde vom Feuerstrahl des Drachen verbrannt, die restlichen flüchteten, glücklich, das Abenteuer überlebt zu haben.
Die Dorfbewohner von Nerluc beschlossen, den König um Hilfe zu bitten. Aber dieser hatte andere Probleme, denen er sich widmen musste. Die edlen Ritter meinten, dass die Tarasque lediglich dumme Bauern auffresse und der ganze Aufwand sich nicht lohne, da der Drache keinen Schatz bewache und auch keine Jungfrau, die zu gewinnen wäre. Mit dieser Nachricht kehrten die Gesandten nach Nerluc zurück. Das Dorf schien verloren.
Zur gleichen Zeit legte ein kleines Schiff bei Les-Saintes-Maries-de-la Mer an. Eine junge Frau in einem weißen Kleid kam an Land. Es handelte sich um die Heilige Martha. Die Bewohner von Nerluc baten die Heilige um Hilfe, und Martha willigte ein.
Sie schützte sich mit zwei Ästen, die sie in Form eines Kreuzes vor sich hielt. So ging sie an den Fluss, setzte sich auf einen großen Stein am Ufer und begann zu singen. Der Drache liebte Musik und Gesang. Von der zarten Stimme Marthas bezaubert, tauchte die Tarasque aus dem Fluss auf und legte sich hin, um dem Lied zu lauschen. Martha sang, bis der Drache einschlief. Dann nahm sie ein Seil und band es dem Untier um den Hals.
Die Menschen von Nerluc waren verängstigt, als sie St. Martha mit ihrem alten Feind, der jetzt zahm wie ein Welpe war, die Straße entlangkommen sah. Doch die Angst schlug um in Wut und Rachsucht. Die Einwohner von Nerluc bestraften den Drachen für die jahrelange Unterdrückung und bewarfen ihn mit Steinen. St. Martha wollte das aufgebrachte Volk aufhalten, als die Tarasque unvermittelt tot zu Boden sank.

## Brauchtum und Sonstiges

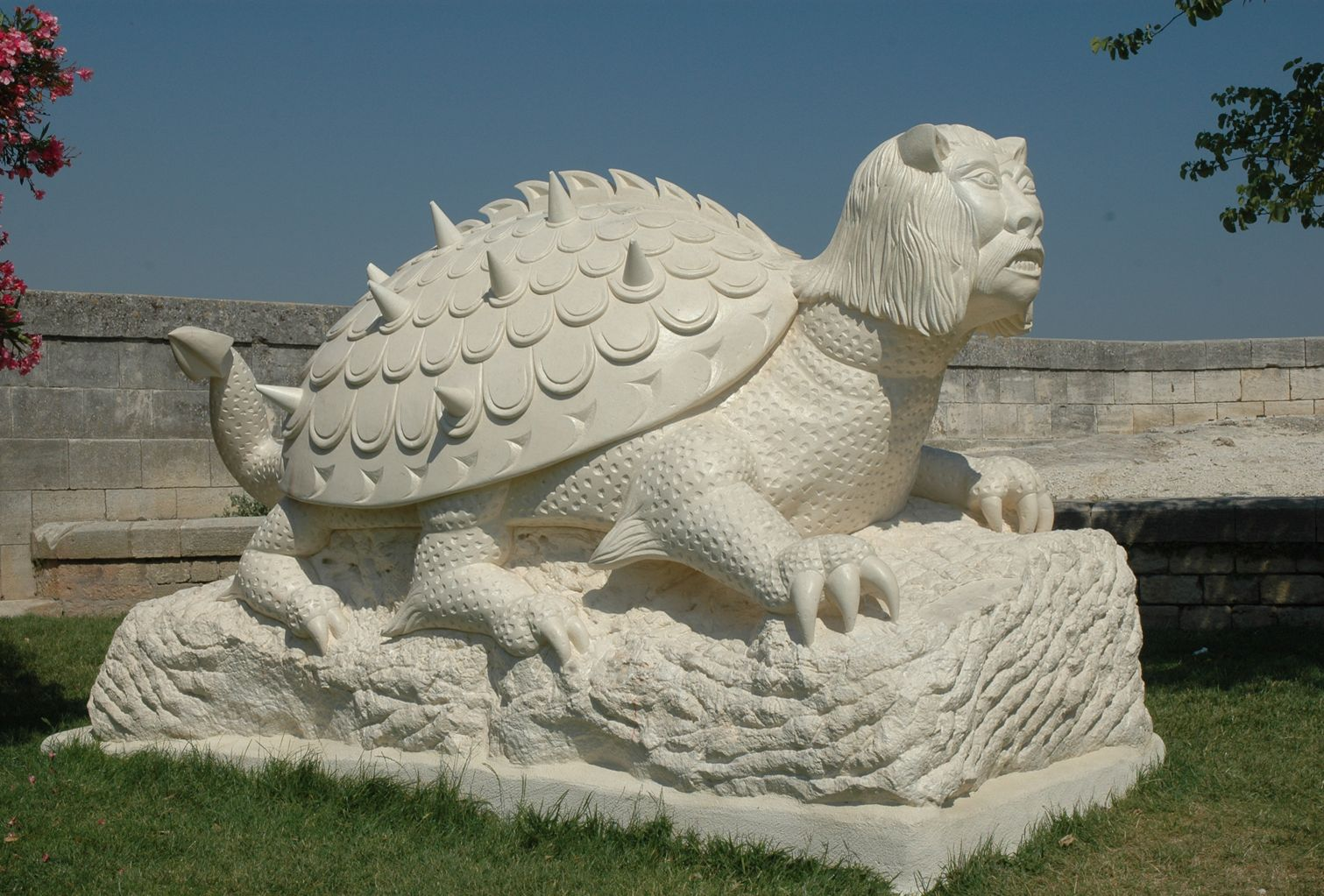
Skulptur der Tarasque

Zur Erinnerung heißt Nerluc jetzt Tarascon und jedes Jahr zu Pfingsten wird in der Stadt an der Rhône das Tarasquefest veranstaltet.
Darüber hinaus ist der Drache im Wappen der Stadt zu sehen. Nahe der Burg befindet sich eine von Pascal Demaumont geschaffene Skulptur der Tarasque.
2008 wurde das Tarasquefest neben einigen anderen unter dem Titel Prozessionen der Riesen und Drachen in Belgien und Frankreich von der UNESCO in die Repräsentative Liste des immateriellen Kulturerbes der Menschheit aufgenommen.
Im Rollenspiel Dungeons & Dragons kann das drachenähnliche Monster „Tarrasque“ bekämpft werden, welches seinen Namen dieser Legende verdankt.
In der US-amerikanischen Fantasy-Serie Warrior Nun ist Tarasque der höllengesandte Gegenspieler.
Die Dinosauriergattung Tarascosaurus wurde nach dem Fabeltier benannt.

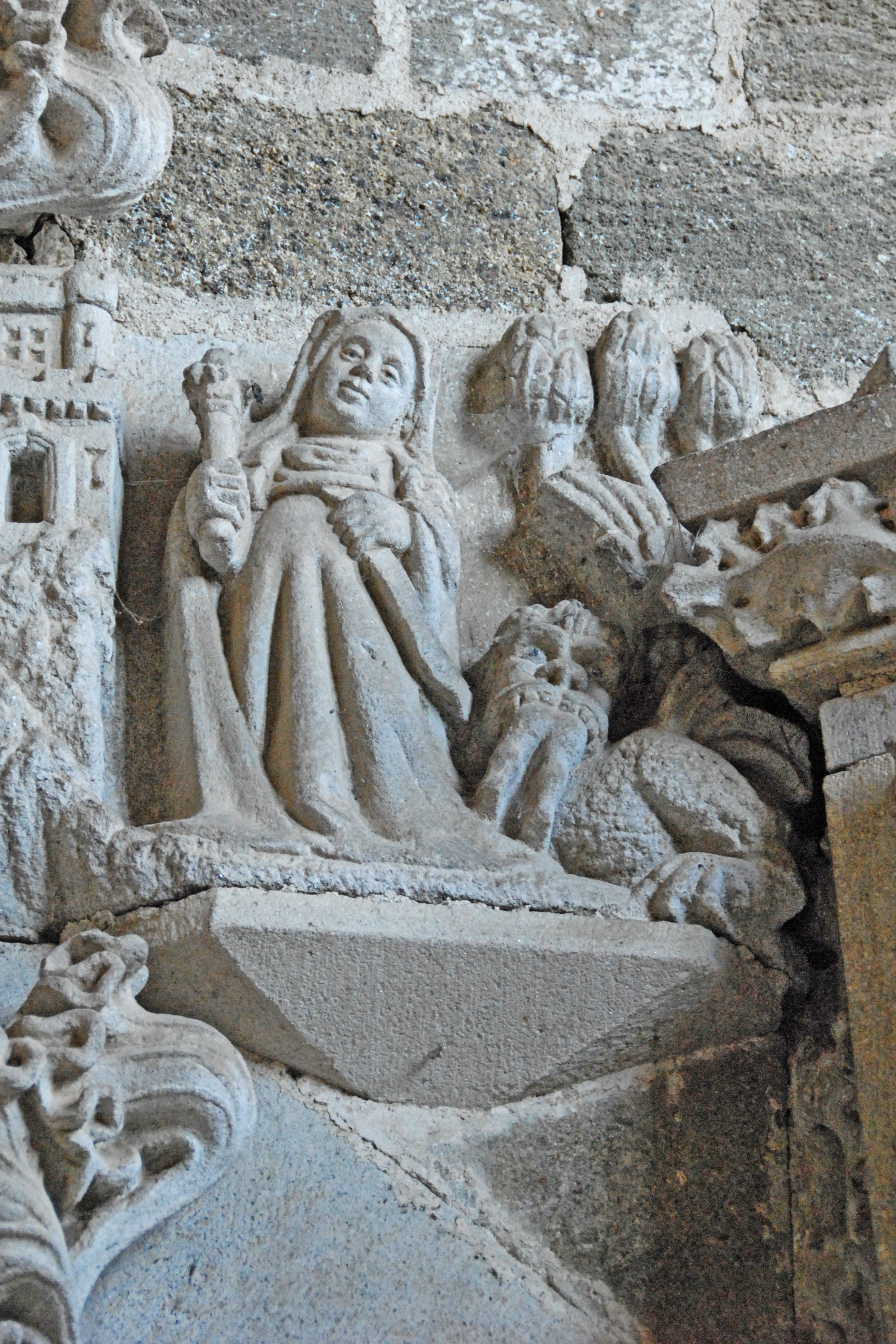
Martha mit Tarasque, Abtei Chanteuges, Chapelle Sainte-Anne
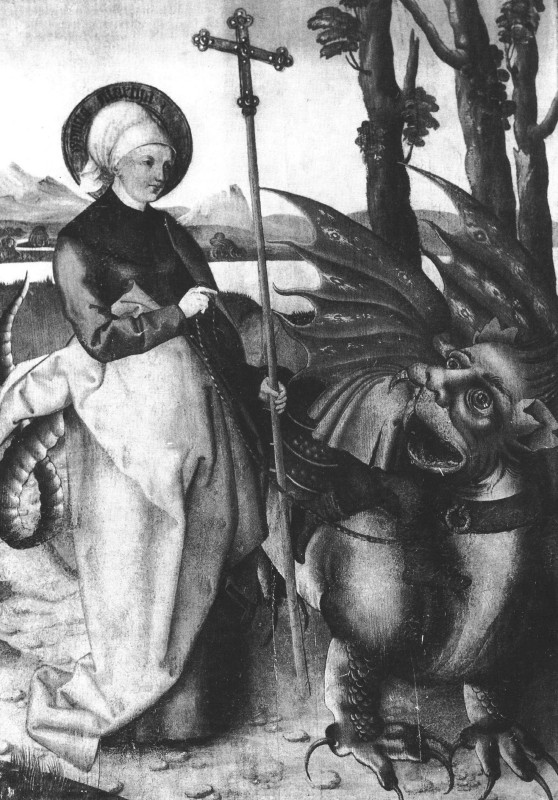
Martha besänftigt die Tarasque.
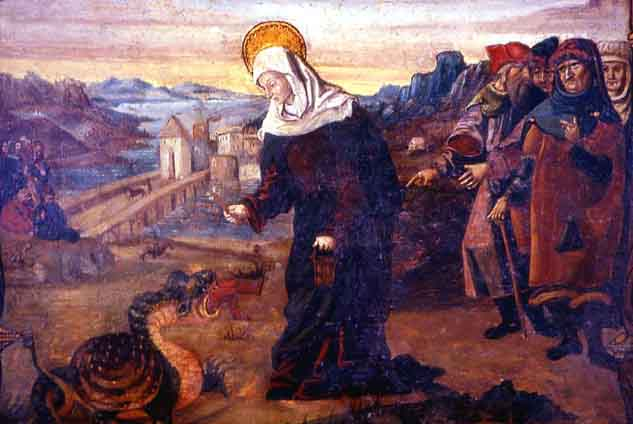
Martha und der Drache, Ste-Marie-Madeleine (Saint-Maximin-la-Sainte-Baume), zugeschrieben Andreas Abellon, um 1430